# Wettersäule (Haunstetten)

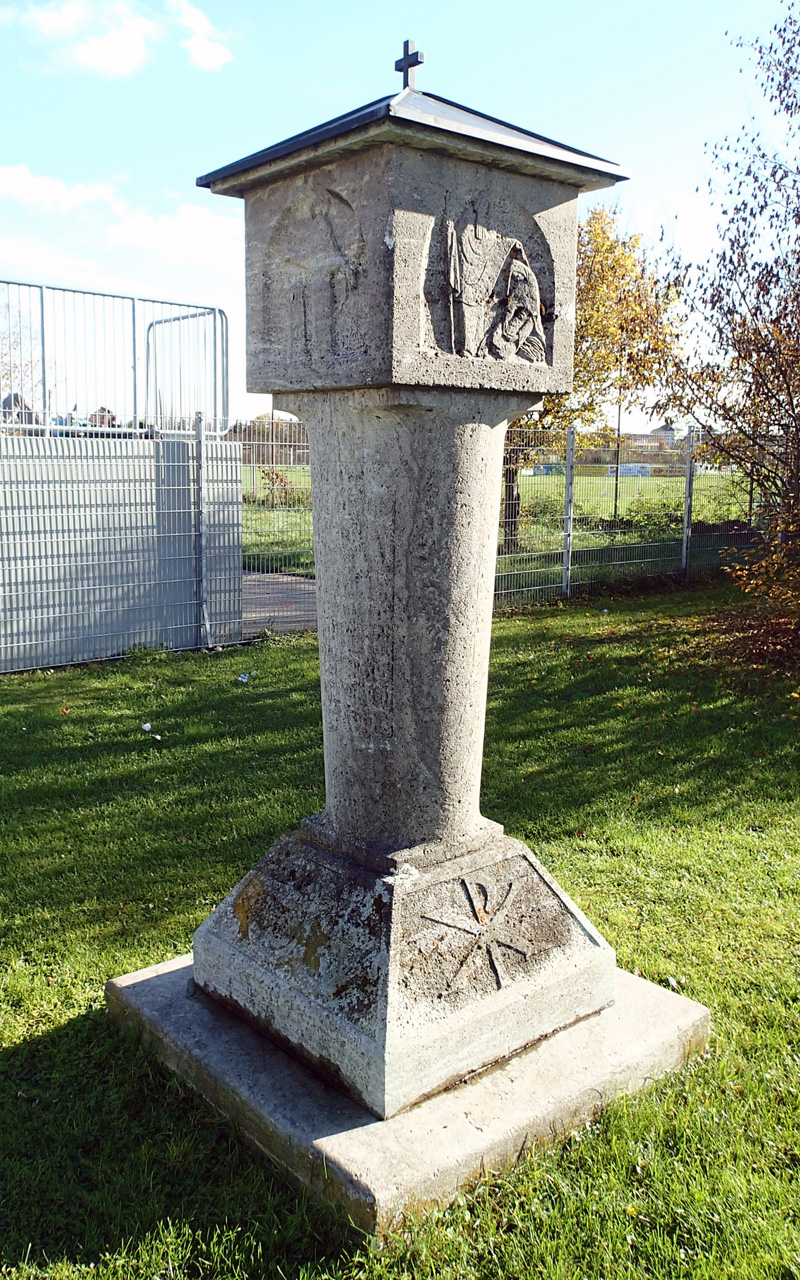
Die Haunstetter Wettersäule in Blickrichtung Süd-Ost

Die Wettersäule ist eine Sandstein-Stele in Augsburg-Haunstetten. Es handelt sich bei ihr um keine Wettersäule im meteorologischen Sinn, sondern um eine Heiligensäule. Sie befindet sich gegenüber dem Naturfreibad Haunstetten in der Roggenstraße.

## Legende
Nach einer Ortslegende wurde die Säule „Wettersäule“ genannt, da es in ihrem Umkreis nie gehagelt haben soll.

## Geschichte
Die heutige Wettersäule ist eine Nachbildung. Die ursprüngliche Säule ist wahrscheinlich in der ersten Hälfte des 17. Jahrhunderts vom adeligen Damenstift St. Stephan (Augsburg) errichtet worden; das Indiz dafür sind die Initialen und das Wappen der Äbtissin Dorothea von Schwendi. Das Stift hatte bereits seit Beginn des 15. Jahrhunderts Besitzungen in Haunstetten. Die Säule diente wohl zur Anzeige einer Grundstücksgrenze und stand ursprünglich wahrscheinlich im Bereich der heutigen Drusus- bzw. Via-Claudia-Straße. Die Straße „Bei der Wettersäule“ in der Nähe des einstigen Standortes erinnert daran. Ehemals stand außerdem auch eine gleichartige Säule in der Nähe der heutigen Straßenbahnhaltestelle „Beim Dürren Ast“.
Die ursprüngliche Säule musste abgetragen werden, da ihr die Witterung zu sehr zugesetzt hatte. Von der Stadt Haunstetten beauftragt, schuf der Bildhauer Sepp Mastaller aus Augsburg-Oberhausen im Jahr 1963 eine Nachbildung. Das Kleindenkmal weist Änderungen in der Gesamtgestalt zum Original auf; die bildlichen Darstellungen wurden aber großenteils originalgetreu übernommen.

## Darstellungen auf der Säule
Auf der Säule war neben religiösen Darstellungen als Flachrelief ein Krummstab und das Familienwappen der Äbtissin Dorothea von Schwendi eingemeißelt, die aus dem schwäbischen Adelsgeschlecht Schwendi stammte. Dorothea von Schwendi regierte das Kanonissenstift als Äbtissin von 1612 bis 1650. Die ursprüngliche Säule trug außerdem auf der Oberseite die Initialen der Äbtissin (D.A.S.S).
Die folgenden religiösen Darstellung befinden sich auf der Säule:
- gegen Süden: Die Geburt Christi. Darunter die Inschrift „die geburt Christi“.
- gegen Westen: Die heilige Barbara mit Turm und Palme. Darunter die Inschrift „S. barbara“.
- gegen Norden: Der Evangelist Johannes. Darunter die Inschrift „S.johannes“.

Die neue Säule erhielt zusätzlich folgenden, heute bereits schwer verwitterten Text: „Im Jahre 1963 wurde die aus dem 17ten Jahrhundert stammende Heiligensäule, genannt Wettersäule mit den ursprünglichen Motiven neu errichtet“.